# Romagny-Fontenay
Romagny-Fontenay – gmina we Francji, w regionie Normandia, w departamencie Manche. W 2013 roku liczba ludności wynosiła 1346 mieszkańców.
Gmina została utworzona 1 stycznia 2016 roku z połączenia dwóch ówczesnych gmin: Fontenay oraz Romagny. Siedzibą gminy została miejscowość Romagny.